# Association Sportive de Saint-Étienne 1941-1942
La pagina raccoglie i dati riguardanti l'Association Sportive de Saint-Étienne nelle competizioni ufficiali della stagione 1941-1942.

## Stagione
Nella stagione 1941-42 il Saint-Étienne giunse quarto nel campionato dello Stato francese e fu eliminato al primo turno della coppa nazionale a causa di una sconfitta per 4-0 contro l'Annecy.

## Organigramma societario
Area direttiva
- Presidente:  Pierre Guichard

Area tecnica
- Allenatore:  Émile Cabannes

## Rosa
| N. |                     | Ruolo | Calciatore        |
| -- | ------------------- | ----- | ----------------- |
| -  | Francia (bandiera)  | P     | Émile Vovard      |
| -  | Italia (bandiera)   | D     | Aridex Calligaris |
| -  | Francia (bandiera)  | D     | Arsène Casy       |
| -  | Francia (bandiera)  | D     | Joseph Mugnier    |
| -  | Francia (bandiera)  | D     | Roger Rolhion     |
| -  | Francia (bandiera)  | C     | Abdelkader Amar   |
| -  | Francia (bandiera)  | C     | Joseph Biechert   |
| -  | Francia (bandiera)  | C     | Nicolas Hibst     |
| -  | Svizzera (bandiera) | C     | Joseph Rich       |

| N. |                           | Ruolo | Calciatore     |
| -- | ------------------------- | ----- | -------------- |
| -  | Francia (bandiera)        | C     | Jean Snella    |
| -  | Francia (bandiera)        | A     | Bartkoviak     |
| -  | Francia (bandiera)        | A     | Jules Bigot    |
| -  | Francia (bandiera)        | A     | Bonnet         |
| -  | Cecoslovacchia (bandiera) | A     | Karel Hess     |
| -  | Francia (bandiera)        | A     | Claude Roure   |
| -  | Germania (bandiera)       | A     | Viktor Spechtl |
| -  | Germania (bandiera)       | A     | Ignace Tax     |

## Statistiche

### Statistiche di squadra
| Competizione     | Punti | Totale | Totale | Totale | Totale | Totale | Totale | DR |
| Competizione     | Punti | G      | V      | N      | P      | Gf     | Gs     | DR |
| ---------------- | ----- | ------ | ------ | ------ | ------ | ------ | ------ | -- |
| Campionato       | 16    | 16     | 7      | 2      | 7      | 22     | 30     | -8 |
| Coppa di Francia | -     | 1      | 0      | 0      | 1      | 0      | 4      | -4 |
| Totale           |       | 17     | 7      | 2      | 8      | 22     | 31     | -9 |